# Sonolor (wielerploeg)

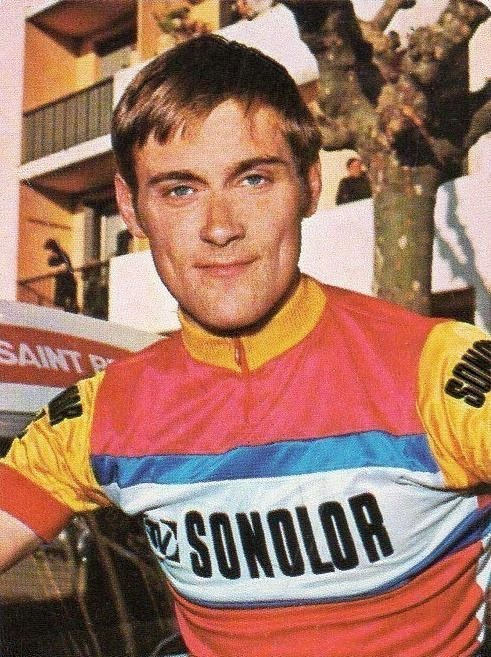
Yves Hézard voor Solonor in 1973

Sonolor was hoofdsponsor van een Franse wielerploeg van 1969 tot 1974. Sonolor was een Frans merk van radio's en televisies. Van 1969 tot 1971 was fietsenleverancier Lejeune de cosponsor. In de seizoenen 1972 en 1973 was enkel Sonolor op de truitjes vermeld. In 1974 verving Gitane Lejeune als fietsenfabrikant. Het jaar daarop stopte Sonolor als sponsor en ging de ploeg verder onder de naam Gitane-Campagnolo.
Jean Stablinski, die in 1968 gestopt was als beroepsrenner, was de ploegleider van 1969 tot 1973. In 1974 bracht Gitane André Desvages mee als ploegleider en werd Stablinski zijn adjunct.
Hoewel Sonolor een Franse ploeg was, was er ook een Belgische inbreng met onder anderen Willy Teirlinck, Daniel Van Ryckeghem en Lucien Van Impe, die zijn carrière als beroepsrenner bij deze ploeg begon en al snel als kopman werd uitgespeeld in het rondewerk.

## Bekende renners[1]
- Lucien Aimar
- José De Cauwer
- Jean-Pierre Ducasse (veldrijder)
- Jean Graczyk
- Bernard Guyot
- Yves Hézard
- Barry Hoban
- Mathieu Pustjens
- Raymond Riotte
- Tino Tabak
- Willy Teirlinck
- Jean-Claude Theillière
- Lucien Van Impe
- Willy Van Neste
- Daniel Van Ryckeghem
- André Wilhelm (veldrijder)
- Michael Wright